# L'algoritmo della felicità
L'algoritmo della felicità è un film italiano del 2025, diretto e scritto da Brando Improta. È una commedia che esplora il mondo del cinema e delle sue bizzarrie attraverso una serie di personaggi colorati che si incontrano durante la prima edizione del fittizio Baia Domizia International Film Festival.

## Trama
Una serie di personaggi si incrocia durante la prima edizione del Baia Domizia International Film Festival: Simone e Raffaella, fratello e sorella organizzatori della manifestazione, divisi tra i mille problemi del caso; Umberto, il direttore artistico più interessato ai soldi che alla validità delle opere in gara; Carlalio Pinna, produttore arruffone e traffichino; Alessandra Berocci, attrice che sgomita per farsi strada. Tra loro, l'elettricità dell'incontro tra la fotografa Micaela e il regista disilluso Leonardo Apicella, unici personaggi umani in mezzo alla bizzarria frenetica che li circonda.

## Produzione
Il film è stato prodotto dalla casa di produzione Volumineide in collaborazione con NaNo Film Production. Le riprese si sono svolte a Baia Domizia, nel mese di maggio 2024.

## Distribuzione
L'algoritmo della felicità sarà distribuito nelle sale italiane il 12 giugno 2025 da NaNo Film Plus. Il trailer è stato diffuso il 5 maggio dello stesso anno.

## Curiosità
Sono diversi gli omaggi al mondo del cinema sparsi durante la trama. Il cognome del protagonista, Apicella, è un chiaro riferimento al personaggio più famoso di Nanni Moretti. In una delle scene chiave, Micaela improvvisa per Leonardo una proiezione del film I fanciulli del West con Stanlio e Ollio. Nel finale si vedono diversi spezzoni che rendono omaggio a diversi attori e attrici che hanno fatto la storia del cinema: da Totò a John Wayne, da Katharine Hepburn a Ingrid Bergman, da Harrison Ford alla coppia Fred Astairee Ginger Rogers fino a Robin Williams. Leonardo inoltre dichiara che Howard Hawks è il suo regista preferito, mentre James Stewart il suo attore preferito.

## Festival
Il film ha ricevuto una menzione speciale al Piano B Film Festival e sarà proiettato fuori concorso al Caorle Film Festival 2025. Sarà presente al Filming Italy Sardegna, all'Ischia Global Fest e al Manhattan International Film Festival 2025. Inoltre, il film ha vinto il premio come miglior lungometraggio al BCT Festival del cinema di Benevento.